# Anne Kansiime
Kansiime Kubiryaba Anne (sinh ngày 13 tháng 4 năm 1986) và được biết đến rộng rãi như Anne Kansiime, là một diễn viên hài người Uganda. Cô đã được mệnh danh "Nữ hoàng hài kịch của châu Phi" bởi một số phương tiện truyền thông châu Phi.

## Bối cảnh và giáo dục
Cô sinh ra ở Mparo ở quận Kabale, nay là quận Rukiga, thuộc vùng Tây của Uganda. Cha cô là một chủ ngân hàng về hưu, và mẹ cô là một bà nội trợ. Kansiime theo học trường tiểu học Kabale. Để học các lớp O-Level và A-Level, cô học tại trường trung học nữ sinh cấp 2 Bweranyangi ở Bushenyi. Cô có bằng Cử nhân Khoa học Xã hội của Đại học Makerere, trường đại học công lập lâu đời nhất và lớn nhất của Uganda.

## Nghề nghiệp
Bắt đầu từ năm 2007, trong khi vẫn còn là một sinh viên đại học tại trường đại học Makerere, Kansiime bắt đầu tham gia vào các vở kịch kịch do nhà hát Theatre Factory, người đóng tại Nhà hát Quốc gia Uganda ở khu kinh doanh trung tâm của Kampala. Khi Theater Factory tan rã, cô gia nhập Theatre Fun, đã thay thế nó. Nhóm chơi mỗi tối thứ Năm. Các vở kịch tốt nhất được phát sóng trên NTV Uganda trong chương trình truyền hình dây thép gai mà sau này trở thành U-Turn. Cô hợp tác với Brian Mulondo với tư cách là người điều tra phỏng vấn Taxi trong loạt MiniBuzz và cung cấp các kịch bản phim truyện tranh về các vấn đề chuyên đề mà hành khách ngẫu nhiên thảo luận.